# Amphicallia bellatrix
Amphicallia bellatrix là một loài bướm đêm thuộc phân họ Arctiinae, họ Erebidae.